# Allsvenskans stora pris
Allsvenskans stora pris är en prisceremoni där de bästa fotbollsspelarna i Allsvenskan den gångna säsongen utses. Kategorierna för priset är årets målvakt, årets försvarare, årets mittfältare, årets anfallare, årets nykomling/unga spelare, årets tränare och årets mest värdefulla spelare. 
Vinnarna utses av en jury som består av 16 huvudtränare och lagkaptener samt 32 utvalda journalister och experter. I juryn ingår representanter för riks- och lokalmedia, press och tv, radio, podcasts och webbtidningar. Priset har getts ut sedan 2013 och firade 2023 tioårsjubileum. 

## Pristagare

### 2013
- Årets målvakt: Etrit Berisha
- Årets försvarare: Per Karlsson
- Årets mittfältare: Jiloan Hamad
- Årets anfallare: Tobias Hysén
- Årets nykomling: Melker Hellberg
- Årets mest värdefulla spelare: Tobias Hysén
- Årets tränare: Rikard Norling

### 2014
- Årets målvakt: Robin Olsen
- Årets försvarare: Johan Larsson
- Årets mittfältare: Emil Forsberg
- Årets anfallare: Markus Rosenberg
- Årets nykomling: Gustav Engvall
- Årets mest värdefulla spelare: Markus Rosenberg
- Årets tränare: Åge Hareide

### 2015
- Årets målvakt: John Alvbåge
- Årets försvarare: Andreas Johansson
- Årets mittfältare: Ebenezer Ofori
- Årets anfallare: Emir Kujovic
- Årets nykomling: Kerim Mrabti
- Årets mest värdefulla spelare: Henok Goitom
- Årets tränare: Janne Andersson

### 2016
- Årets målvakt: Johan Wiland
- Årets försvarare: Andreas Johansson
- Årets mittfältare: Magnus Wolff Eikrem
- Årets anfallare: Vidar Örn Kjartansson
- Årets nykomling: Alexander Isak
- Årets mest värdefulla spelare: Andreas Johansson
- Årets tränare: Graham Potter

### 2017
- Årets målvakt: Johan Wiland
- Årets försvarare: Anton Tinnerholm
- Årets mittfältare: Anders Christiansen
- Årets anfallare: Saman Ghoddos
- Årets nykomling: Pontus Dahlberg
- Årets mest värdefulla spelare: Anders Christiansen
- Årets tränare: Graham Potter

### 2018
- Årets målvakt: Isak Pettersson
- Årets försvarare: Per Karlsson
- Årets mittfältare: Kristoffer Olsson
- Årets anfallare: Paulinho
- Årets nykomling: Muamer Tankovic
- Årets mest värdefulla spelare: Paulinho
- Årets tränare: Rikard Norling

### 2019
- Årets målvakt: Isak Petterson
- Årets försvarare: Marcus Danielson
- Årets mittfältare: Anders Christiansen
- Årets anfallare: Nikola Djurdjic
- Årets nykomling: Alhassan Yussuf
- Årets mest värdefulla spelare: Marcus Danielson
- Årets tränare: Kim Bergstrand & Thomas Lagerlöf

### 2020
- Årets målvakt: Oscar Jansson
- Årets försvarare: Anel Ahmedhodzic
- Årets mittfältare: Anders Christiansen
- Årets anfallare: Jesper Karlsson
- Årets nykomling: Anel Ahmedhodzic
- Årets mest värdefulla spelare: Anders Christiansen
- Årets tränare: Jon Dahl Tomasson

### 2021
- Årets målvakt: Carljohan Eriksson
- Årets försvarare: Hjalmar Ekdahl
- Årets mittfältare: Magnus Eriksson
- Årets anfallare: Samuel Adegbenro
- Årets nykomling: Veljko Birmancevic
- Årets mest värdefulla spelare: Magnus Eriksson
- Årets tränare: Henrik Rydström

### 2022
- Årets målvakt: Ricardo Friedrich
- Årets försvarare: Even Hovland
- Årets mittfältare: Mikkel Rygaard
- Årets anfallare: Alexander Jeremejeff
- Årets nykomling: Hugo Larsson
- Årets mest värdefulla spelare: Alexander Jeremejeff
- Årets tränare: Per-Mathias Högmo

### 2023
- Årets målvakt: Hákon Valdimarsson
- Årets försvarare: Gustaf Lagerbielke
- Årets mittfältare: Sebastian Nanasi
- Årets anfallare: Isaac Kiese-Thelin
- Årets nykomling: Momodou Sonko
- Årets mest värdefulla spelare: Sebastian Nanasi
- Årets tränare: Jimmy Thelin

### 2024
- Årets målvakt: Warner Hahn
- Årets försvarare: Pontus Jansson
- Årets mittfältare: Sebastian Nanasi
- Årets anfallare: Nikola Vasic
- Årets unga spelare: Samuel Dahl
- Årets bästa spelare: Sebastian Nanasi
- Årets tränare: Fredrik Holmberg